# Valentín Rodríguez
Pour les articles homonymes, voir Rodríguez.
Valentín Rodríguez, né le 13 juin 2001 à Montevideo en Uruguay, est un footballeur uruguayen qui évolue au poste d'arrière gauche à Al-Wasl Football Club

## Biographie

### En club
Né à Montevideo en Uruguay, Valentín Rodríguez est formé par l'un des clubs de la capitale, le CA Peñarol. Dans les équipes de jeunes il joue surtout au poste d'ailier gauche, poste où il a été formé, mais il est capable de jouer arrière gauche et également au milieu de terrain.
Rodríguez joue son premier match le 16 janvier 2021, lors d'un match de championnat face au CA Cerro. Il entre en jeu en cours de partie, et les deux équipes se neutralisent (1-1 score final),.
Rodríguez fait sa première apparition en Copa Sudamericana le 14 mai 2021, contre les Brésiliens du SC Corinthians. Il entre en jeu et son équipe l'emporte par quatre buts à zéro. Le 15 juillet 2021, il se fait remarquer lors d'un match de Copa Sudamericana face au Club Nacional en inscrivant le premier but de sa jeune carrière, permettant à son équipe de s'imposer (1-2 score final),.
Cette saison-là, il est sacré Championnat d'Uruguay, glanant ainsi le premier titre de sa carrière.

## Palmarès
CA Peñarol
- Championnat d'Uruguay (1) :
  - Champion : 2021.

 CF Pachuca
- Coupe des champions de la Concacaf (1) :
  - Vainqueur : 2024